# Royaume de Bora Bora
1847–1895
Le royaume de Bora Bora est un ancien État polynésien du XIXe siècle, annexé en 1895 à la France, par la volonté de la dernière reine Teriimaevarua III et des principaux chefs du royaume.

## Bora-Bora aux temps anciens: puissance religieuse et guerrière
L’histoire de Bora-Bora est marquée par la rivalité de deux clans, le premier situé vers Faanui, qui regroupe les familles rattachés au marae Farerua, et le second qui regroupe les familles de Nunue et Anau autour du marae Vaiotaha. Le marae de Vaiotaha fut d’ailleurs pendant longtemps l’un des plus importants marae polynésiens.
À ce titre, Bora-Bora est d’ailleurs également marquée par la rivalité avec Raiatea pour l’obtention du pouvoir religieux. Jusqu’à une certaine époque, on distingue un certain parallélisme des institutions entre Bora Bora et Raiatea, qui laisse à penser que les deux iles exercent conjointement le pouvoir religieux et politique sur les autres îles Sous-le-Vent. Cependant, c’est Raiatea qui finit par devenir le centre du pouvoir religieux, au détriment de Bora-Bora. Mais l’île de Bora-Bora conserve un pouvoir guerrier particulièrement puissant, qui s’exprime à la fois dans des guerres intestines et dans des guerres avec les îles rivales.

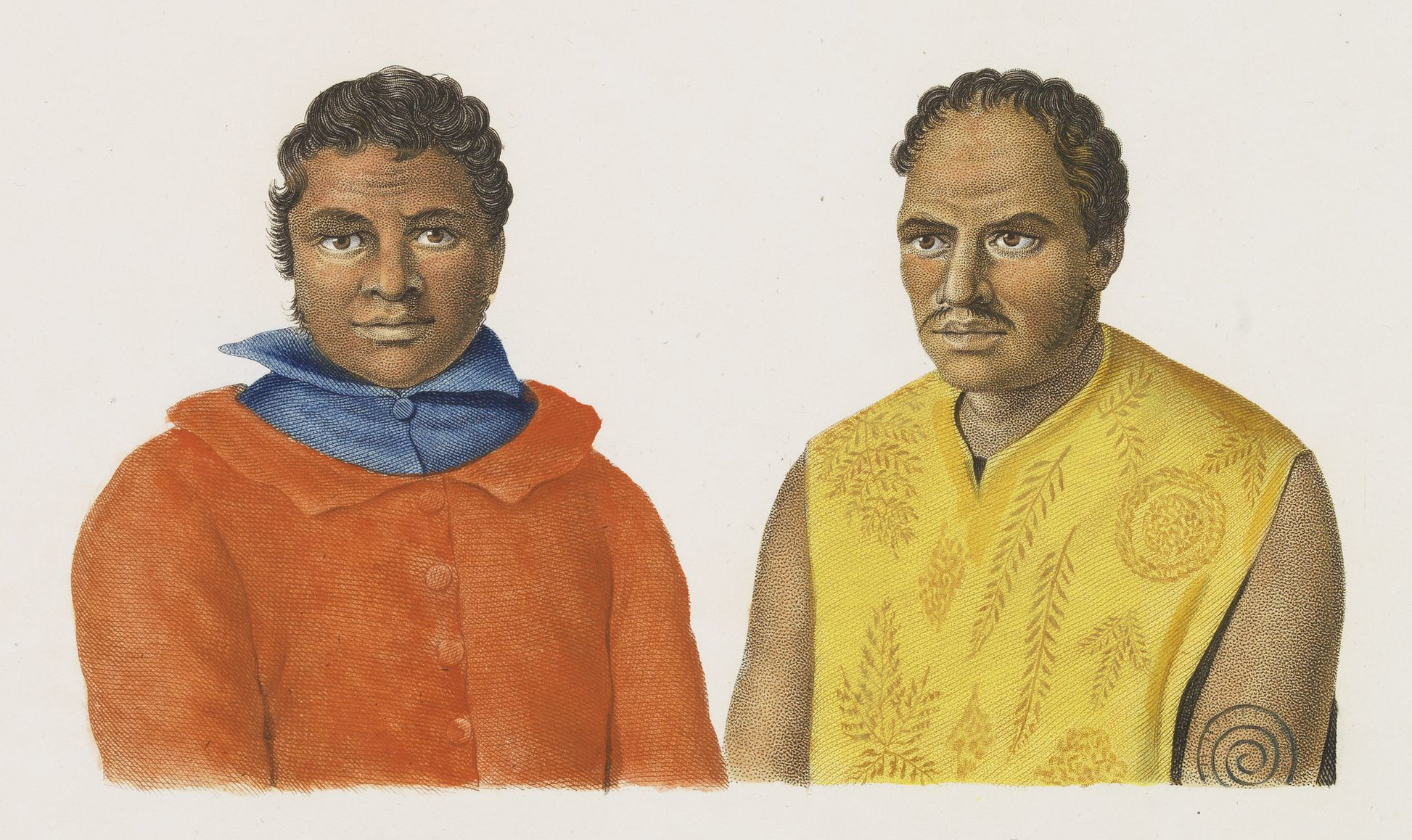
chefs Mai et Téfaaora. Dessin de Ambroise Tardieu.

Au XVIIIe siècle, émerge un grand chef, Puni (Teihotu  Matarua), qui réussit à dominer les autres clans de l’île. Il s’allie ensuite à Tahaa et parvient à dominer Raiatea, Tahaa et Maupiti. En 1769, lorsque James Cook débarque à Tahaa et Raiatea, les îles sont déjà sous la domination de Puni. À la mort de Puni, son neveu, Tapoa I, chef suprême de Bora-Bora, Raiatea et Tahaa, s’installe à Raiatea, laissant ainsi le pouvoir local aux chefs Mai et Tefaaora, originaires de Nunue et Anau, et rattachés au Marae de Vaiotaha.
La première mention attestée de l’île est faite par l'explorateur hollandais Jakob Roggeveen en 1722. James Cook la signale en 1769 et y débarque en 1777.

## L'indépendance au milieu des appétits coloniaux franco-britanniques
Tandis qu'à Tahiti, la fin du XVIIIe siècle et le début du XIXe sont marqués par les visées missionnaires et coloniales de la France et de l'Angleterre, Bora-Bora restera pendant longtemps relativement préservée des luttes de pouvoir des deux puissances européennes. Leur influence se fait cependant sentir, notamment au travers de l'évangélisation de l'île.
Dans les années 1810, le chef Mai et 262 guerriers se joignent à Pomare II dans sa lutte contre le clan Teva. En 1815, la bataille de Fe’i Pi à Punaauia (sur l'île de Tahiti) marque la victoire du parti protestant (Pomare II s’étant converti en 1812) contre le parti traditionaliste. Le christianisme devient ainsi la religion des vainqueurs, et à leur retour à Bora Bora en 1816, les guerriers partagent leur connaissance de cette nouvelle religion avec le reste de la population. Le succès est tel qu’en 1818, les habitants réclament aux missionnaires de Moorea et de Huahine des livres et des pasteurs pour l’ile. Le révérend Orsmond y vient pour la première fois la même année, et s’installe à  Bora-Bora en 1820.
Le 12 mai 1820, Tamatoa III, chef de Raiatea, met en place un code d’obédience missionnaire composé de 25 articles qui s’inspirent du code de Tahiti (le code Pomare) et prévoient les modes d’applications de la justice. La même année, le chef Mai introduit ce code des lois à Bora-Bora et l’étend à Maupiti. En 1822, l’église de Bora-Bora est inaugurée à Vaitape, sur le district de Nunue.

Premier drapeau du royaume de Bora Bora de 1837 à 1842.

À la fin des années 1820, une grande partie de la population de Bora-Bora adhère au mouvement Mamaia. Ce mouvement millénariste, né sur l’île de Raiatea, fusionne les anciennes croyances et la nouvelle religion et remet en cause l’autorité des missionnaires. Lorsqu’en 1826, les principaux leaders de ce mouvement sont bannis de Raiatea, l’hérésie se propage dans toutes les îles Sous-le-Vent, dont Bora-Bora. La secte Mamaia gagne une telle influence sur Tahaa et Bora-Bora qu'en 1830 les deux îles s’allient pour s’engager dans une guerre contre Raiatea et Huahine, restées fidèles aux missionnaires. Tapoa II, chef de file de l’alliance et grand chef de Tahaa est cependant vaincu, et son épouse, Pomare IV, reine de Tahiti, se sépare de lui en 1831. Il s’installe alors à Bora-Bora comme grand chef de l’île, à la demande des clans Mai et Tafaaora. Tapoa II reste cependant en bon termes avec Pomare IV, son ex-épouse, et en 1841, il adopte l'une de ses filles, Teriimaevarua, qu'il désigne comme héritière. 

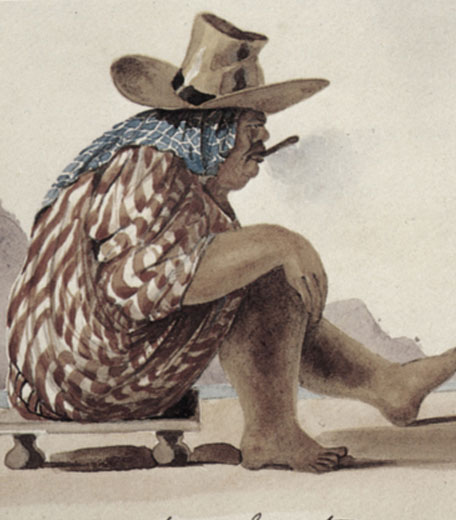
Tapoa II, par H. B. Martin.

Lorsqu’en 1842, le royaume de Tahiti est placé sous le protectorat de la France, Bora-Bora n’est pas concernée, et l’île ne subit pas non plus les troubles qui suivront. Cependant, Bora-Bora profite des retombées de l’affaire Pritchard, puisque, pour mettre fin à la querelle franco-britannique, Louis Philippe ratifie la Convention de Jarnac du 19 juin 1847, qui reconnait l’indépendance des îles Sous-le-Vent, dont Bora-Bora. Les deux grandes puissances coloniales s’engagent à ne pas prendre possession de ces îles, ni même à les placer sous protectorat. C’est donc sur une île indépendante que Tapoa II règne jusqu’à sa mort en 1860.
Le 30 juillet 1860, sa fille adoptive Teriimaevarua I, est couronnée reine de Bora-Bora par le révérend Platt. Elle règne sur l’île jusqu’en  1873. Teriimaevarua n’ayant pas d’enfant, la couronne passe ensuite à sa nièce, Teriimaevarua II, fille de Tamatoa V, roi de Raiatea et petite-fille de Pomare IV. Le 9 janvier 1884, elle épouse le prince Hinoi, également petit-fils de Pomare IV.

## La fin de l’indépendance
Sous le règne de Teriimaevarua II, la situation internationale se modifie. En effet, la convention de Jarnac, garantissant l’indépendance des îles Sous-le-Vent, n’engage que ses deux signataires, la France et la Grande-Bretagne. Or, à partir de 1878, l’Allemagne semble s’intéresser de près aux îles Sous-le-Vent. En 1879, les Allemands tentent de nouer des alliances avec Raiatea et Bora-Bora. Les deux îles refusent, et Teriimaevarua II informe le gouvernement français de la tentative allemande. Pour la France, il devient urgent d’abroger la convention de Jarnac, afin d’empêcher l’installation d’une puissance rivale aux portes de sa colonie, d’autant qu’avec l’ouverture attendue du canal de Panamá, la position des îles de la Société deviendrait stratégique.
Pour faire face aux tentatives allemandes, Raiatea et Tahaa sollicitent d’ailleurs la protection de la France en 1880. Entre 1880 et 1887, ces deux îles sont placées sous le protectorat provisoire de la France. En premier lieu, les chefs et la Reine de Bora-Bora se déclarent quant à eux prêts à accepter le protectorat français, sous réserve d’un accord britannique, puis se montrent ensuite hostiles à une remise en cause de leur indépendance par la France. Pendant ce temps, la France et l'Angleterre négocient l'abrogation de la convention de Jarnac. C'est chose faite en octobre 1887, et avec l'annexion des Îles Sous-le-Vent par la France, le 19 mars 1898, Bora-Bora devient un territoire français. Il faut cependant souligner que contrairement aux habitants de l'ancien royaume de Tahiti, les habitants de Bora-Bora ne se voient pas octroyer la citoyenneté française. Comme les autres habitants des Îles Sous-le-Vent, ils ont le statut de sujets français, soumis au régime de l'indigénat.